# Panzer-Division "Kempf"
La Panzer-Division "Kempf" è stata una grande unità corazzata in forza all'Esercito tedesco durante la seconda guerra mondiale, peculiare in quanto riuniva militari regolari e parte delle SS-Verfügungstruppe. Grande la metà di una Panzer-Division regolare, fu trasportata in Prussia Orientale e da lì partecipò alle battaglie della campagna di Polonia, dando prova di modesta efficacia. Fu sciolta il 7 ottobre 1939, subito dopo una parata per la vittoria a Neidenburg.

## Storia

### Formazione
Il 10 novembre 1938 il Wehrkreis V ("distretto militare V") costituì a Stuttgart, con organico tipico per il tempo di pace, lo stato maggiore della Panzer-Brigade 4 che fu affidato al Generalmajor Werner Kempf: la brigata aveva sotto di sé i Panzer-Regiment 7, articolato su tre battaglioni, e 8, su due battaglioni. A metà agosto 1939 questo organo di comando divenne lo stato maggiore di una Panzer-Division che non ebbe alcun numero, ma solo il nome "Kempf" dal cognome dell'ufficiale; ebbe anche la designazione alternativa di Panzer-Verband Ostpreußen ("Unità corazzata Prussia Orientale"). Come implicava questa seconda designazione, la divisione doveva essere schierata nell'omonima regione, separata dal resto del territorio tedesco dal corridoio di Danzica, senza che i servizi d'informazione polacchi ne sospettassero l'esistenza. Gran parte delle sue componenti fu dunque trasferita in Prussia orientale via nave, ufficialmente per prendere parte alla celebrazione del 25º anniversario della vittoria a Tannenberg del 1914. Una volta raggruppatasi a Osterode, la divisione fu spostata nella regione di Neidenburg come parte dei più ampi preparativi per l'imminente invasione della Polonia. Il 25 agosto, infatti, fu dispiegata con fronte rivolto alla fortezza polacca di Mława, salvo rientrare a Neideburg quando Adolf Hitler sospese l'ordine di attacco. La "Kempf" tornò alle posizioni lungo il confine il 31 agosto.
La Panzer-Division "Kempf" era una formazione assai peculiare: aveva poco più della metà degli effettivi della normale divisione corazzata del 1939 (circa 12 000 uomini) ed era composta da un insieme di reparti regolari dell'Esercito e di unità delle SS-Verfügungstruppe, antesignane delle più note Waffen-SS. La ragione principale alla base di questa scelta, voluta dall'OKH, risiedeva nella volontà di mettere sotto il controllo delle forze armate tradizionali il grosso delle truppe combattenti delle Schutzstaffel, schierate pure esse nell'ordine di battaglia e sulle quali esistevano parecchi dubbi. Dal braccio armato del Partito nazista proveniva il reggimento di fanteria (SS-Regiment "Deutschland"), quasi tutti gli effettivi dell'artiglieria divisionale (SS-Artillerieregiment), il distaccamento da ricognizione (SS-Aufklärungssturmbann) e una compagnia contraerea proveniente dal SS-FlaK-und-Maschinengewehr-Bataillon. Affiliati all'Esercito erano invece il Panzer-Regiment 7, unico rimasto alla divisione dopo che il numero 8 era stato riassegnato all'embrionale 10. Panzer-Division, il battaglione anticarro (Panzerabwehr-Abteilung 511), un reparto motorizzato di genieri (Pionerkompanie (mot).) e le classiche unità dei servizi e di supporto. Un caso unico era rappresentato dal battaglione comunicazioni (Nachrichtenabteilung), costituito da soldati ed SS insieme. La gran parte dell'equipaggiamento corazzato era formato da Panzer I e Panzer II.

### Operazioni in Polonia e scioglimento
Il 1º settembre scattò l'assalto generale tedesco alla Polonia. Dalla Prussia Orientale la Panzer-Division "Kempf" marciò dritto sulle postazioni avversarie, ma fu inaspettatamente trattenuta da un nutrito fuoco e da fossati anticarro; perciò, il giorno successivo, fu momentaneamente ritirata a Willenberg e riprese da lì, il 4 settembre, l'offensiva in territorio polacco: questa volta affrontò solo deboli resistenze e occupò Ciechanów. Il giorno seguente le forze polacche abbandonarono il caposaldo di Mława e la "Kempf" avanzò verso sud per concentrarsi contro il sistema difensivo di Różan: per la seconda volta la fanteria rimase inchiodata dal tiro polacco e i carri armati non riuscirono a ottenere qualche sfondamento decisivo. I difensori si sganciarono il 7 settembre (il fronte a ovest era collassato sotto la spinta del grosso delle divisioni tedesche) e la "Kempf" ricevette l'ordine di appoggiare il XIX. Armeekorps del General der Panzertruppen Heinz Guderian, in rapida avanzata verso sud per sigillare il corridoio di Danzica; il ridispiegamento fu però ostacolato da localizzate opposizioni, che la divisione non seppe gestire al meglio. L'avanzata con direttrice su Łomża ne risentì e il 10 settembre la "Kempf" si trovava a Brok sul Bug, circa 40 chilometri a sud-est di Różan; nuove disposizioni la tennero in quella zona per intercettare e catturare quelle unità polacche in ripiegamento da Varsavia verso nord-est. Completato l'accerchiamento della capitale, la "Kempf" fu reindirizzata contro la fortezza di Modlin, a nord-ovest della città e a sua volta circondata, e dette il cambio alla 228. Infanterie-Division. La fortezza cedette le armi il 29 settembre e la divisione fu pertanto raggruppata e reinviata in Prussia Orientale. Il 6 ottobre le operazioni militari ebbero termine con la spartizione tedesco-sovietica della Polonia.
Il 7 ottobre la "Kempf" marciò in parata a Neidenburg, per celebrare la vittoria, ma prima della fine della giornata arrivò l'ordine di scioglimento. Le unità SS furono accasermate nel centro d'addestramento di Pilsen nel Protettorato di Boemia e Moravia, per dare vita in seguito alla SS-Verfügungs-Division, mentre i reparti dell'Esercito furono reintegrati ai comandi d'appartenenza. Lo stato maggiore fu riportato allo status di organo di comando di brigata e tornò a dirigere la Panzer-Brigade 4 che, sempre il 7, fu assegnata alla 10. Panzer-Division. La brigata combatté alle porte di Mosca nell'inverno 1941 e fu sciolta in Francia nell'aprile 1942. Il maggior generale Kempf fu trasferito al comando della 1. Leichte-Division che, una decina di giorni più tardi, ru riorganizzata e divenne la 6. Panzer-Division.

## Ordine di battaglia
Dati tratti da:
1º settembre 1939
- Divisionsstab
  - Panzer-Regiment 7
  - SS-Regiment "Deutschland"
  - SS-Artillerieregiment
  - II./Artillerie-Regiment 47
  - SS-Aufklärungssturmbann
  - SS-FlaK-und-Maschinengewehr-Bataillon (una sola compagnia)
  - Panzerabwehr-Abteilung 511
  - Nachrichtenabteilung
  - Pionerkompanie (mot).
  - Kraftwagenkolonne-Abteilung 502
  - Versorgungs- und Verwaltungdienste (unità amministrative e a disposizione: quasi tutte avevano il numero 171)